# (Bekas) kszyk
(Bekas) kszyk, bekas kszyk, bekas baranek (Gallinago gallinago) – gatunek średniej wielkości ptaka wędrownego z rodziny bekasowatych (Scolopacidae).

## Podgatunki i zasięg występowania
Bekas kszyk zamieszkuje w zależności od podgatunku:
- Gallinago gallinago gallinago – północna Eurazja od Wysp Brytyjskich, Europy Zachodniej i Skandynawii na wschód po Kamczatkę i zachodnie Aleuty, a na południu od północno-wschodniego Afganistanu po północne Indie. Zimuje w Europie Zachodniej, basenie Morza Śródziemnego oraz równikowej Afryce, na Bliskim Wschodzie i dalej na wschód aż po południową Japonię, wschodnie Chiny, Filipiny i Borneo. Nielicznie (lokalnie średnio licznie) gnieździ się również w Polsce, a największym skupiskiem kszyków w okresie lęgowym są Bagna Biebrzańskie.
- Gallinago gallinago faeroeensis – Islandia, Wyspy Owcze, Orkady i Szetlandy. Zimuje na Wyspach Brytyjskich.

Uznawaną za podgatunek Gallinago gallinago populację amerykańską wyodrębniono niedawno do rangi osobnego gatunku o nazwie bekas amerykański (Gallinago delicata).

## Morfologia

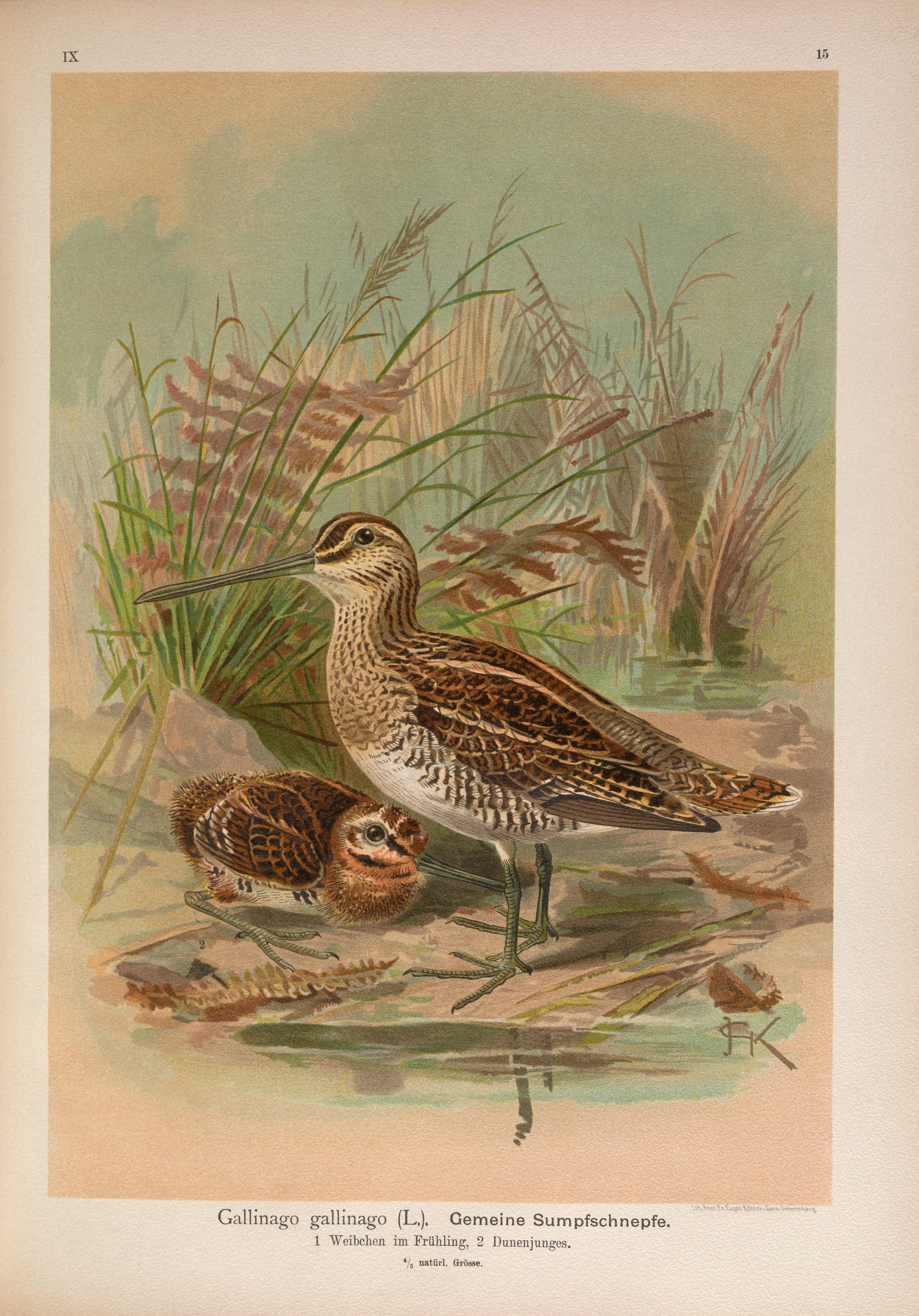
Młody i dorosły bekas kszyk

MorfologiaWielkością porównywalny do kosa. Brak wyraźnego dymorfizmu, zarówno wiekowego jak i płciowego. Upierzenie zarówno dorosłych, jak i młodych ptaków jest ciemnobrązowe i dobrze wtapia się w otoczenie. Wierzch głowy ciemnobrązowy, z podłużnym szerokim jasnobrązowym pasem. Podobne pasy na bokach głowy. Wierzch ciała jasnobrązowy z ciemnobrązowymi i czarnymi cętkami oraz 4 rudawymi pasami (które są też pod okiem i u nasady dzioba). Pierś jasnobrązowa z ciemnymi plamkami. Brzuch biały, ogon rdzawy. Stosunkowo krótka szyja i nogi. Dziób szarobrązowy z ciemnym końcem, długi i prosty. G. gallinago faeroeensis jest ciemniejszy i bardziej rudy niż G. gallinago gallinago.
Zbliżony wyglądem bekas dubelt pióra na końcu ogona ma całkiem białe w przeciwieństwie do kszyka, który ma je płowe i tylko same końce są białe.
Wymiary średniedługość ciała ok. 25–27 cm
rozpiętość skrzydeł ok. 37–45 cm; długość dzioba ok. 7 cm
masa ciała ok. 80–170 g

## Ekologia i zachowanie

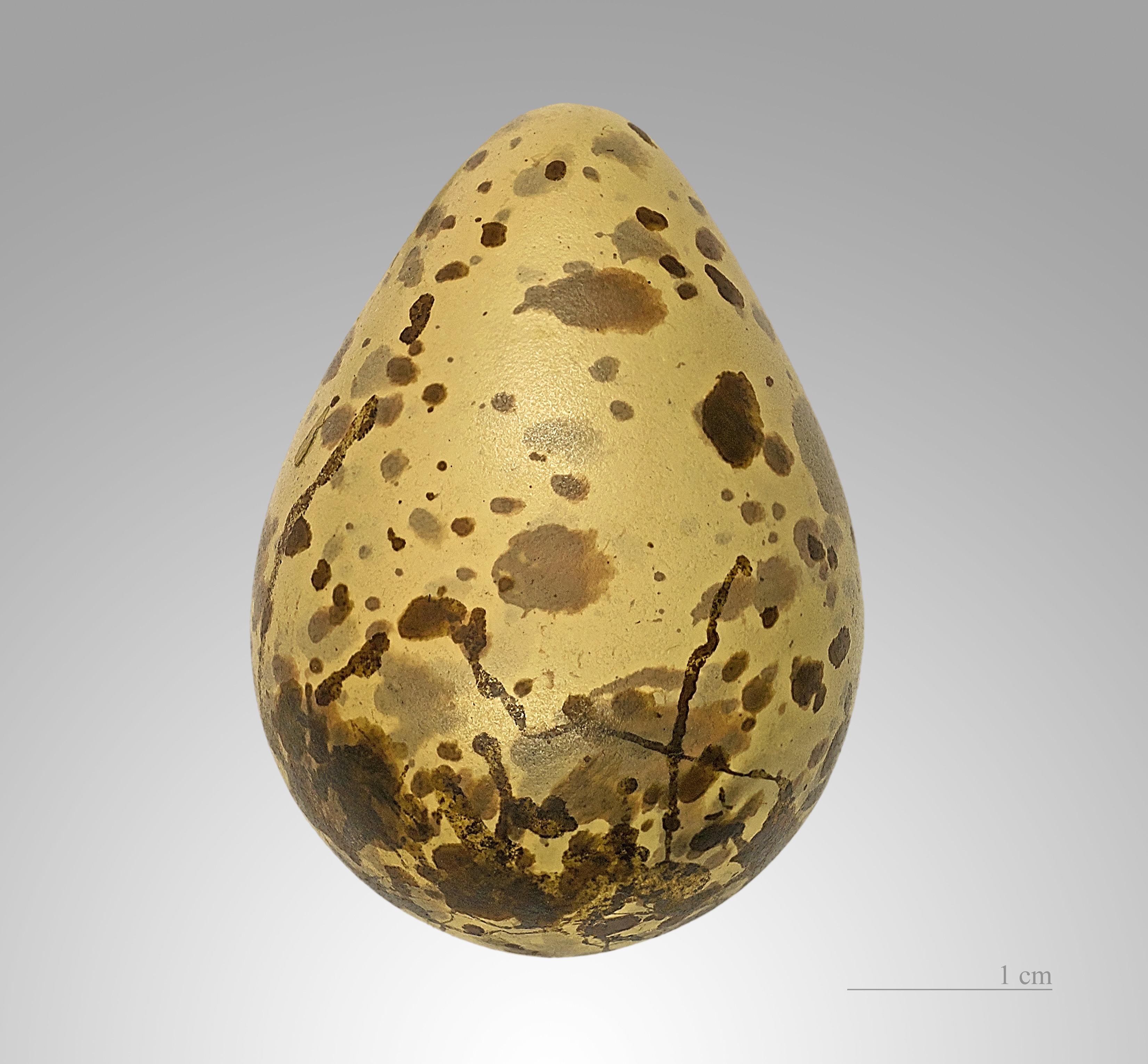
Jajo

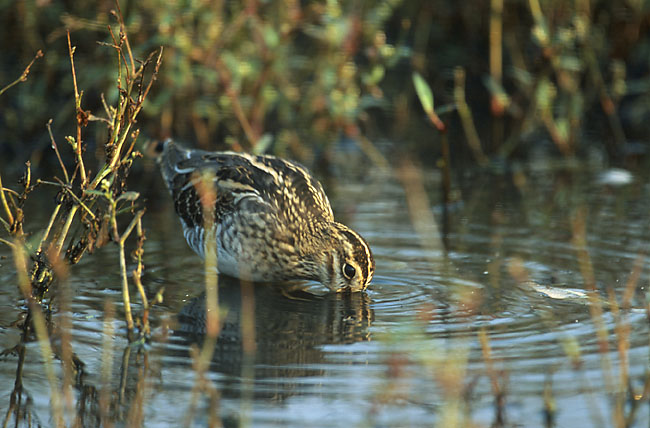
Żerowanie

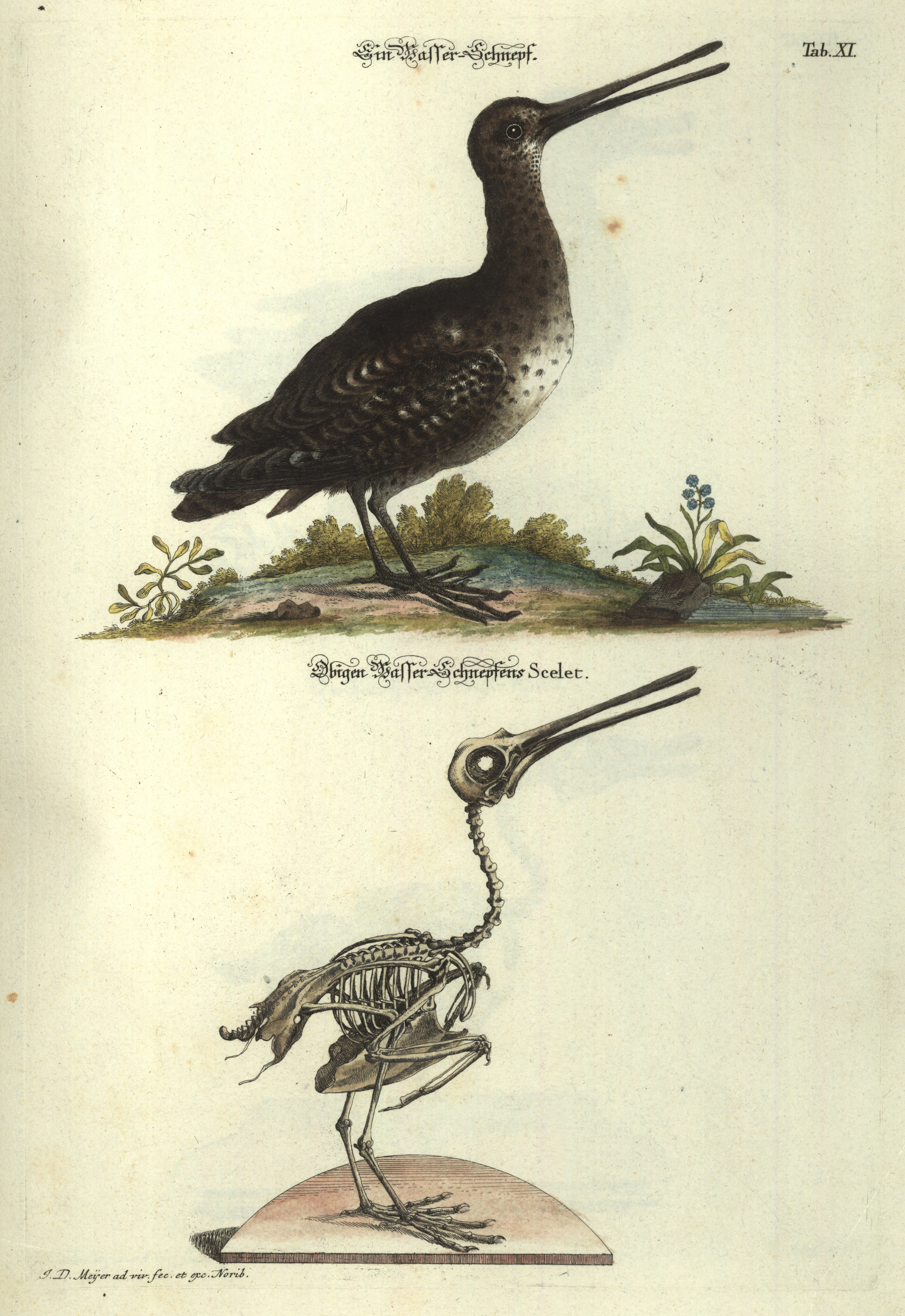
Bekas kszyk, miedzioryt kolorowany (Johann Daniel Meyer, 1748)

BiotopZamieszkuje bagna, mokradła, torfowiska, jeziora, brzegi strumieni, rowy melioracyjne i podmokłe łąki. Jest najczęstszym bekasem spotykanym na terenach podmokłych.
MigracjeW Azji oraz przeważającej części zasięgu w Europie jest gatunkiem wędrownym. Jesienne przeloty zaczynają się już w lipcu i trwają do października; wiosenne przeloty mają miejsce w marcu i kwietniu.
ZachowanieProwadzi skryty tryb życia, przemieszczając się wśród gęstej roślinności szuwarowej. Spłoszony kszyk nagle rzuca się jak strzała do przodu, często przelatując pod nogami intruza, a dalej leci zygzakiem, krzycząc „tike tike tike” lub „kszyk kszyk”, od czego wzięła się nazwa gatunkowa. W czasie podrywania wydaje nosowe „ecz”. Dubelt podobnie ucieka, ale nie leci potem zygzakiem i nie krzyczy.
TokiSamiec w swoim locie godowym zatacza koła i spirale wysoko ponad lęgowiskiem (100–200 m), po czym gwałtownie spada z wysoka rozkładając wachlarzowato sterówki. Jednocześnie wydaje z siebie dźwięk podobny do koziego beczenia. Długo zastanawiano się nad jego powstawaniem. Okazało się, że nie powstaje w gardle, ale wydają go wibrujące sterówki przy pikowaniu. To od nich wzięła się jego nazwa rodzajowa, a w niektórych częściach kraju określa się go dlatego barankiem lub koziołkiem. Charakterystyczne odgłosy usłyszeć można wiosną po zachodzie słońca na wilgotnych łąkach, torfowiskach i bagnach, które kszyki zasiedlają najczęściej. W tym czasie samice siedzą cicho na ziemi i przyglądają się powietrznym akrobacjom potencjalnych partnerów.
GniazdoZazwyczaj w otoczonej wodą kępie turzyc lub traw. To płytkie zagłębienie wysłane suchą trawą, liśćmi i mchem. Jego występowanie w danym miejscu jest uzależnione od znalezienia dogodnego miejsca na gniazdo.
JajaW ciągu roku wyprowadza dwa lęgi, składając w kwietniu–lipcu 4 szarozielone lub żółtobrązowe jaja w ciemnobrunatne plamki na grubszym końcu o długości 39 mm.
Okres lęgowyJaja wysiadywane są przez okres 19–21 dni przez samicę. Pisklęta, gdy tylko obeschną po wykluciu, rozpraszają się po okolicy. Każdy rodzic zajmuje się swoją grupą potomstwa. Młode mają wtedy brunatnoczerwony puch usiany czarnymi i białymi plamkami. Na piersi ciemna plama tworzy żabot. Pisklęta usamodzielniają się po 4 tygodniach, gdy nabywają umiejętności lotu. Dojrzałe są po 5 tygodniach. Do tego czasu opiekują się nimi oboje rodzice, którzy w razie niebezpieczeństwa mogą przenieść młode w inne miejsce.
PożywienieBezkręgowce, głównie pierścienice (często pijawki), ale też owady, drobne mięczaki, skorupiaki i nasiona roślin.
Długi dziób w czasie poszukiwania pokarmu działa jak sonda i pęseta, gdyż wkłada go w miękki i mętny szlam.

## Status i ochrona
Międzynarodowa Unia Ochrony Przyrody (IUCN) uznaje bekasa kszyka za gatunek najmniejszej troski (LC, Least Concern). Liczebność światowej populacji, obliczona w oparciu o szacunki organizacji BirdLife International dla Europy z 2015 roku, zawiera się w przedziale 15–29 milionów dorosłych osobników. Trend liczebności światowej populacji uznawany jest za spadkowy.
W Polsce objęty ochroną gatunkową ścisłą. Według szacunków Monitoringu Pospolitych Ptaków Lęgowych, w latach 2013–2018 populacja kszyka na terenie kraju liczyła 47–77 tysięcy par lęgowych. Na Czerwonej liście ptaków Polski uznany za gatunek narażony (VU) (dotyczy populacji lęgowej).
W Europie Środkowej notuje się ostatnio znaczny spadek jego liczebności. Szkodzi mu osuszanie terenów podmokłych, zarastanie jego siedlisk przez wysoką roślinność, polowania lub zaprzestawanie koszenia łąk. Tereny lęgowe kszyka w Polsce podlegają ochronie w ramach Projektu Planu Strategicznego dla Wspólnej Polityki Rolnej (WRP) na lata 2023–2027. Właściciel łąki, na której ekspert przyrodniczy wykryje lęgi tego gatunku, może starać się o dopłaty w wysokości 1370 zł za hektar na obszarach objętych programem Natura 2000 lub 1200 zł za hektar poza nimi.